# Angajarea
Angajarea (franceză engagement) este o noțiune consacrată de filozofia și literatura existențialistă, care definește datoria morală a omului de idei sau a artistului de a se implica și în treburile Cetății.
Sinonimă, concret, implicării în viața publică, angajarea ia mai cu seamă formele unei implicări politice, administrative sau de militantism social, a omului de idei sau de artă, acesta devenind, din personalitate abstrasă social, un intelectual (personalitate angajată în viața publică). Concret, angajarea poate merge de la simpla susținere a unor idei în spațiul public sau ocuparea temporară a unor posturi, până la implicarea nemijlocită pe parcursul unei vieți într-o structură politică, militantă, revoluționară etc.
Potrivit definiției faimoase a lui Jean-Paul Sartre, intelectual nu este acela care scrie cărți și își trece timpul cu preocupări intelectuale, ci acela care, părăsind universul livresc, intră direct în viața publică și "se amestecă în treburile care nu-l privesc" (J.-P. Sartre, Plaidoyer pour les intellectuels, ed Gallimard, 1972, p. 12). Angajarea și intelectualul au o ființă istorică recentă, ele făcându-și debutul în conștiința publică abia în secolul XIX, odată cu articolul „J'accuse”, cunoscutul protest public al lui Émile Zola în "Afacerea Dreyfus". Definiția intelectualului este una socio-politică, "intelectual" și "angajat" fiind noțiuni sinonime și corelative. (Ea nu se confundă cu reprezentarea curentă a intelectualului, individul cu studii universitare sau care își cîștigă existența dintr-o meserie intelectuală.)
Pentru existențialism, omul înseamnă libertate. Spre a-și construi viața autentic, el trebuie să opteze, să aleagă în permanență, să se angajeze în raport cu destinul său și cu al celorlalți. Dacă alegerea este o necesitate (faptul de a nu alege constituie, de asemenea, o alegere), atunci este preferabilă alegerea conștientă, angajarea într-un destin personal și autentic, alături de ceilalți. Din această necesitate existențială derivă atitudinea față de mersul istoriei, dorința individului liber de a participa, prin acțiune, risc și alegere conștientă, la modificarea statu quo-ului și influențarea realităților sociale. Implicându-se în câmpul realului, omul de litere resimte nevoia morală de a-și onora ființa istorică, convertind abstractul în concret, participând activ, chiar dacă temporar, la transformările socio-politice, plătindu-și în felul acesta, într-un anume sens, datoria față de societate.
Cronologic, angajarea traduce îndeobște perioade restrânse, intelectualul întorcându-se în general la uneltele sale de lucru; mult mai rar, aceasta ia forma angajării constante pe parcursul unei întregi vieți.